# Acheilognathus polylepis
Acheilognathus polylepis är en fiskart som först beskrevs av Wu, 1964.  Acheilognathus polylepis ingår i släktet Acheilognathus och familjen karpfiskar. Inga underarter finns listade i Catalogue of Life.